# Bitter (motoryzacja)

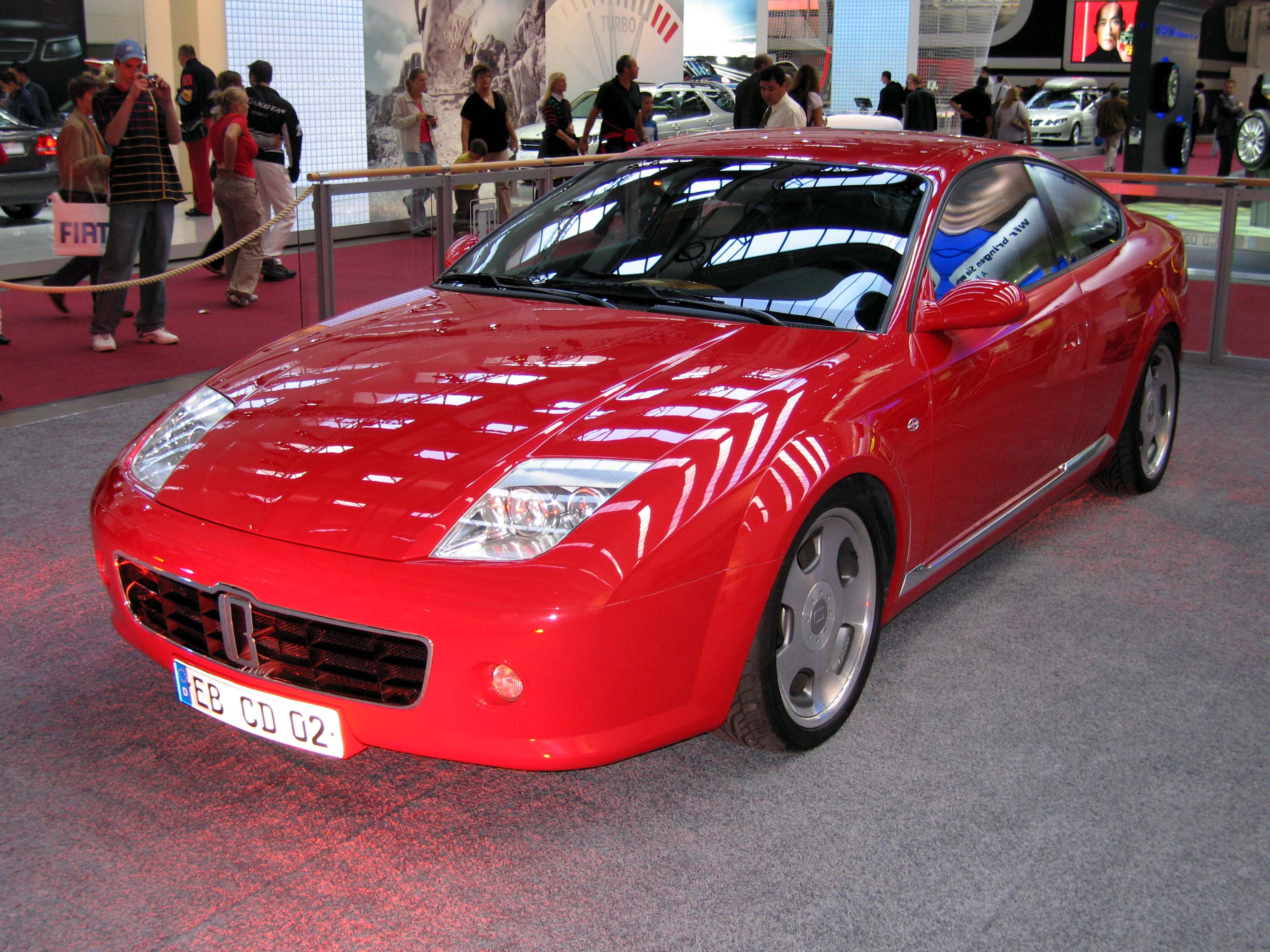
Bitter CD 2

Bitter Automotive UG – niemieckie przedsiębiorstwo branży motoryzacyjnej zajmujące się produkcją samochodów sportowych. 
Przedsiębiorstwo założone zostało przez Ericha Bittera w 1971 roku w Schwelm i nosiło początkowo nazwę Bitter GmbH & Co. KG. Z czasem siedziba została przeniesiona do Ennepetal, a nazwa zmieniona na Erich Bitter Automobile GmbH. Pod obecną nazwą – Bitter Automotive UG – spółka działa od 2010 roku.